# (3836) Лем
(3836) Лем (лат. Lem) — типичный астероид главного пояса, открыт 22 сентября 1979 года советским астрономом Николаем Черных в Крымской астрофизической обсерватории и 12 сентября 1992 года назван в честь польского философа и писателя Станислава Лема.

## Обнаружение и именование
(3836) Лем
Открыт 22 сентября 1979 года в Научном Н. С. Черных.
Назван в честь  известного польского писателя и основателя Польского астронавтического общества Станислава Лема (1921— ).
Оригинальный текст (англ.)3836 Lem
Discovered 1979-09-22 by Chernykh, N. at Nauchnyj.
Named in honor of Stanislaw Lem (1921— ), famous Polish writer and founder of the Polish Astronautical Society.
Источники: DISCOVERY.DB; M.P.C. 20837.

## Орбита

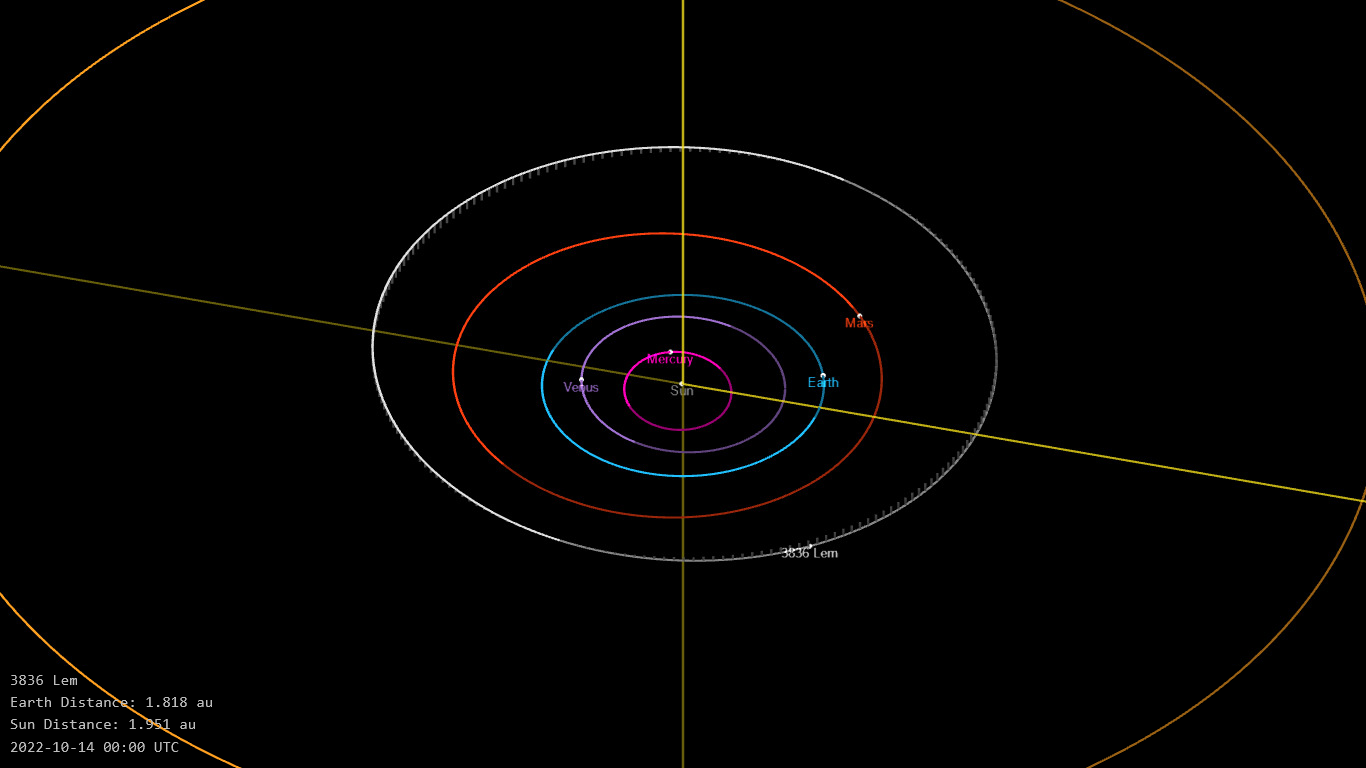
Орбита астероида Лем и его положение в Солнечной системе

## Физические характеристики
Из наблюдений южноафриканского узла корейской сети телескопов в Сазерленде Korea Microlensing Telescope Network (KMTNet) следует, что астероид относится к таксономическому классу S.
По результатам наблюдений в видимом и ближнем инфракрасном диапазоне космического телескопа NEOWISE диаметр астероида оценивался равным 4,03±0,65 км. Согласно тому же источнику альбедо оценивается как 0,26±0,13.